# Portugal op het Europees kampioenschap voetbal 2000
Portugal was een van de deelnemende landen op het Europees kampioenschap voetbal 2000 in Nederland en België. Het was de derde deelname voor het land. Portugal strandde pas in de halve finale van het Europees kampioenschap.

## Kwalificatie
Portugal speelden in Groep 7 van de kwalificatie voor het Europees Kampioenschap samen met Roemenië, Slowakije, Hongarije, Azerbeidzjan en Liechtenstein. Portugal kwalificeerde zich rechtstreeks door tweede in de poule te eindigen: Portugal was de beste nummer twee uit alle poules, en hoefden geen play-off wedstrijden te spelen.

### Kwalificatieduels
| 6 september 1998 | Hongarije     | 1–3 (1-0) | Portugal      |
| 10 oktober 1998  | Portugal      | 0–1 (0-0) | Roemenië      |
| 14 oktober 1998  | Slowakije     | 0–3 (0-2) | Portugal      |
| 26 maart 1999    | Portugal      | 7–0 (2-0) | Azerbeidzjan  |
| 31 maart 1999    | Liechtenstein | 0–5 (0-1) | Portugal      |
| 5 juni 1999      | Portugal      | 1–0 (0-0) | Slowakije     |
| 9 juni 1999      | Portugal      | 8–0 (3-0) | Liechtenstein |
| 3 september 1999 | Azerbeidzjan  | 1–1 (0-0) | Portugal      |
| 8 september 1999 | Roemenië      | 1–1 (1-1) | Portugal      |
| 9 oktober 1999   | Portugal      | 3–0 (2-0) | Hongarije     |

|   | Land          | Wed | W | G | V | DV | DT | DS  | Pnt |
| - | ------------- | --- | - | - | - | -- | -- | --- | --- |
| 1 | Roemenië      | 10  | 7 | 3 | 0 | 25 | 3  | +22 | 24  |
| 2 | Portugal      | 10  | 7 | 2 | 1 | 32 | 4  | +28 | 23  |
| 3 | Slowakije     | 10  | 5 | 2 | 3 | 12 | 9  | +3  | 17  |
| 4 | Hongarije     | 10  | 3 | 3 | 4 | 14 | 10 | +4  | 12  |
| 5 | Azerbeidzjan  | 10  | 1 | 1 | 8 | 6  | 26 | -20 | 4   |
| 6 | Liechtenstein | 10  | 1 | 1 | 8 | 2  | 39 | -37 | 4   |

### Gebruikte spelers
Bondscoach Humberto Coelho gebruikte in de tien kwalificatieduels voor het Europees Kampioenschap 23 verschillende spelers.
| Naam                    | Wedstrijden | Minuten | Doelpunten |   |   |
| ----------------------- | ----------- | ------- | ---------- | - | - |
| Manuel Dimas Teixeira   | 10          | 900     | 0          | 0 | 0 |
| Vítor Baía              | 10          | 886     | 0          | 0 | 1 |
| Luís Figo               | 10          | 877     | 3          | 0 | 3 |
| Rui Costa               | 10          | 860     | 6          | 0 | 3 |
| João Pinto              | 10          | 785     | 8          | 0 | 6 |
| Ricardo Sá Pinto        | 10          | 736     | 5          | 1 | 2 |
| Sérgio Conceição        | 9           | 548     | 1          | 5 | 1 |
| Fernando Couto          | 8           | 720     | 0          | 0 | 0 |
| Paulo Madeira           | 8           | 720     | 3          | 0 | 0 |
| Paulo Sousa             | 7           | 556     | 0          | 0 | 3 |
| Paulo Bento             | 7           | 465     | 0          | 1 | 2 |
| Carlos Secretário       | 6           | 420     | 0          | 0 | 2 |
| Pedro Pauleta           | 5           | 162     | 2          | 4 | 1 |
| Nuno Capucho            | 5           | 135     | 1          | 5 | 0 |
| Jorge Costa             | 4           | 360     | 0          | 0 | 0 |
| Abel Xavier             | 4           | 251     | 2          | 1 | 2 |
| Paulinho Santos         | 3           | 270     | 0          | 0 | 0 |
| Pedro Barbosa           | 3           | 39      | 0          | 3 | 0 |
| Nuno Gomes              | 2           | 28      | 0          | 2 | 0 |
| Rui Bento               | 1           | 90      | 0          | 0 | 0 |
| Francisco José da Costa | 1           | 24      | 0          | 1 | 0 |
| Tiago                   | 1           | 14      | 0          | 1 | 0 |
| Daniel da Cruz Carvalho | 1           | 5       | 0          | 1 | 0 |

## Wedstrijden op het Europees kampioenschap

### Groep B
| Land      | Wed | Win | Gel | Ver | DV | DT | +/− | Pnt |
| --------- | --- | --- | --- | --- | -- | -- | --- | --- |
| Portugal  | 3   | 3   | 0   | 0   | 7  | 2  | 5   | 9   |
| Roemenië  | 3   | 1   | 1   | 1   | 4  | 4  | 0   | 4   |
| Engeland  | 3   | 1   | 0   | 2   | 5  | 6  | -1  | 3   |
| Duitsland | 3   | 0   | 1   | 2   | 1  | 5  | -4  | 1   |

12 juni 2000
| Portugal | 3-2 | Engeland | Philips Stadion, Eindhoven |

17 juni 2000
| Roemenië | 0-1 | Portugal | GelreDome, Arnhem |

20 juni 2000
| Portugal | 3-0 | Duitsland | Stadion Feijenoord, Rotterdam |

### Kwartfinale
In de kwartfinale speelt Portugal tegen de nummer 2 uit poule B, Turkije. Deze wedstrijd werd met 2-0 gewonnen.
24 juni 2000
| Portugal | 2-0 | Turkije | Amsterdam ArenA, Amsterdam |

### Halve finale
In de halve finale treft Portugal de nummer twee uit poule D, Frankrijk, die in de kwartfinale met 1-2 van Spanje won. Portugal wordt, na verlening, met 2-1 aan de kant gezet.
28 juni 2000
| Portugal | 1-2 | Frankrijk | Koning Boudewijnstadion, Brussel |

Poule A:
 Duitsland ·
 Roemenië ·
 Portugal ·
 Engeland
Poule B:
 België ·
 Zweden ·
 Turkije ·
 Italië
Poule C:
 Spanje ·
 Noorwegen ·
 Joegoslavië ·
 Slovenië
Poule D:
 Frankrijk ·
 Denemarken ·
 Nederland ·
 Tsjechië
FPF · A-internationals · Selecties · Statistieken · Bondscoaches · Portugees vrouwenelftal · Olympisch elftal · Portugal U21 · Portugal U20 · Portugal U19 · Portugal U18 · Portugal U17 · Vrouwen U17
1921 – 1929 · 
1930 – 1939 · 
1940 – 1949 · 
1950 – 1959 · 
1960 – 1969 · 
1970 – 1979 · 
1980 – 1989 · 
1990 – 1999 · 
2000 – 2009 · 
2010 – 2019 · 
2020 – 2029
EK's: 1984 · 
1996 · 
2000 · 
2004 · 
2008 · 
2012 · 
2016 · 
2020 · 
2024
WK's: 1966 · 
1986 · 
2002 · 
2006 · 
2010 · 
2014 · 
2018 · 
2022
OS: 1928 · 
1996 · 
2004 · 
2016
1921 · 
1922 · 
1923 · 
1924 · 
1925 · 
1926 · 
1927 · 
1928 · 
1929 · 
1930 · 
1931 · 
1932 · 
1933 · 
1934 · 
1935 · 
1936 · 
1937 · 
1938 · 
1939 · 
1940 · 
1942 · 
1943 · 1944 · 
1945 · 
1946 · 
1947 · 
1948 · 
1949 ·
1950 · 
1951 · 
1952 · 
1953 · 
1954 · 
1955 · 
1956 · 
1957 · 
1958 · 
1959 ·
1960 · 
1961 · 
1962 ·
1963 ·
1964 · 
1965 · 
1966 · 
1967 · 
1968 · 
1969 ·
1970 · 
1971 · 
1972 · 
1973 · 
1974 · 
1975 · 
1976 · 
1977 · 
1978 · 
1979 ·
1980 · 
1981 · 
1982 · 
1983 · 
1984 · 
1985 · 
1986 · 
1987 · 
1988 · 
1989 · 
1990 · 
1991 ·
1992 · 
1993 · 
1994 · 
1995 · 
1996 · 
1997 · 
1998 · 
1999 · 
2000 · 
2001 · 
2002 · 
2003 · 
2004 · 
2005 · 
2006 · 
2007 · 
2008 · 
2009 · 
2010 · 
2011 · 
2012 · 
2013 ·
2014 ·
2015 ·
2016 ·
2017 ·
2018 ·
2019 ·
2020 ·
2021 ·
2022
Albanië ·
Algerije ·
Andorra ·
Angola ·
Argentinië ·
Armenië ·
Azerbeidzjan ·
België ·
Bolivia ·
Bosnië-Herzegovina ·
Brazilië ·
Bulgarije ·
Canada ·
Chili ·
China ·
Cyprus ·
DDR ·
Denemarken ·
Duitsland ·
Ecuador ·
Egypte ·
Engeland ·
Estland ·
Faeröer ·
Finland ·
Frankrijk ·
Gabon ·
Georgië ·
Ghana ·
Gibraltar ·
Griekenland ·
Hongarije ·
Ierland ·
IJsland ·
Iran ·
Israël ·
Italië ·
Ivoorkust ·
Joegoslavië ·
Kaapverdië ·
Kameroen ·
Kazachstan ·
Koeweit ·
Kroatië ·
Letland ·
Liechtenstein ·
Litouwen ·
Luxemburg ·
Malta ·
Marokko ·
Mexico ·
Moldavië ·
Mozambique ·
Nederland ·
Nieuw-Zeeland ·
Nigeria ·
Noord-Ierland ·
Noord-Korea ·
Noord-Macedonië ·
Noorwegen ·
Oekraïne ·
Oostenrijk ·
Panama ·
Paraguay ·
Polen ·
Qatar ·
Roemenië ·
Rusland ·
Saoedi-Arabië ·
Schotland ·
Servië ·
Slovenië ·
Slowakije ·
Sovjet-Unie ·
Spanje ·
Tsjechië ·
Tsjecho-Slowakije ·
Tunesië ·
Turkije ·
Uruguay ·
Verenigde Staten ·
Wales ·
Zuid-Afrika ·
Zuid-Korea ·
Zweden ·
Zwitserland
Angola (2006) ·
België (2021) ·
Brazilië (2010) · 
Denemarken (2012) ·
Duitsland (2006) ·
Duitsland (2008) ·
Duitsland (2012) ·
Duitsland (2014) ·
Duitsland (2021) ·
Engeland (2000) ·
Engeland (2006) ·
Frankrijk (2006) ·
Frankrijk (2016) ·
Frankrijk (2021)  ·
Ghana (2014) ·
Griekenland (2004, 2) · 
Hongarije (2021) · 
IJsland (2016) · 
Iran (2006) ·
Iran (2018) ·
Marokko (2018) ·
Marokko (2022) ·
Mexico (2006) ·
Nederland (2006) ·
Nederland (2012) ·
Oostenrijk (2016) · 
Spanje (2012) · 
Spanje (2018) ·
Tsjechië (2008) ·
Tsjechië (2012) · 
Turkije (2008) ·
Verenigde Staten (2014) ·
Uruguay (2018) ·
Zuid-Korea (2022) · 
Zwitserland (2008) · 
Zwitserland (2022)